# 프랭클린 유나이티드
프랭클린 유나이티드(Franklin United)는 뉴질랜드 드루리를 연고로 하는 축구단이다. 구단은 현재 NRFL 콘퍼런스에 참가하고 있다.

## 역사
구단은 푸케코헤 AFC 와 와이우쿠가 합병한 후 2016년에 결성되었다. 2021년 프랭클린은 승격 기회를 놓친 채 4위를 기록했다.
2016년에 처음으로 채텀 컵에 참가하여 현재까지 총 5번을 출전했으며, 2017년 과 2019년에 대회 4라운드에 진출해 대회에서의 구단 최고 기록을 서웠다. 2017년에는 멜빌 유나이티드에게 7-1로 패해 탈락했고, 2019년에는 이스턴 서베브스 AFC  8-0으로 패해 대회에서 최악의 패배를 기록했다.
프랭클린은 또한 2021년에 승격한 후 NRF 챔피언십에서 경쟁하는 여자 팀을 보유하고 있다.